# Club de Rugby Los Tilos
El Club de Rugby Los Tilos nació el 29 de enero de 1944. 
En sus comienzos, Los Tilos disputaba sus encuentros en la cancha del Colegio Nacional, pero en 1953 compró el predio en Barrio Obrero donde se encuentra desde entonces. En el año 2002, el club realizó su mejor campaña, logrando ingresar a las semifinales del Top 14. 
Entre los jugadores más destacados de Los Tilos se encuentran Héctor "Pochola" Silva (capitán e histórico referente de Los Pumas), Héctor "Pipo" Méndez (jugador y luego entrenador de la selección argentina de rugby), Manuel Foulkes (capitán de los Pumitas campeones del Mundial FIRA disputado en Berlín en 1987) y Cristian Mendy. Y de los últimos tiempos, Federico Méndez, Rafael Silva, Federico Cortopasso, Matías Albina y Pablo Cardinali, entre otros. 
El último gran aporte del club a las filas de Los Pumas se llama Joaquín Tuculet –integrante del actual plantel que disputó en 2015 la RWC en Inglaterra y Gales– y jugador de la franquicia de la UAR en el Super Rugby: los Jaguares. En el presente, Los Tilos posee cerca de 1.000 jugadores, entre todos sus niveles (Superior, Juveniles e Infantiles), posicionándose así entre los principales clubes de la URBA.

## Historia

### Origen del nombre
Si bien existen varias versiones en relación con el nombre de la institución, sin lugar a dudas el mismo proviene del hecho de que el árbol que más se destaca en la Ciudad de La Plata es el tilo.
“Los tilos fueron traídos a nuestra región a través de una plantación que hizo el ingeniero Juan Ramón de La Llosa en el año 1908. En esa época el comisionado Don Luis María Doyhenard le encargó a De La Llosa incrementar la forestación de La Plata. Por eso, mientras se empedraba la av. 7, se decidió que los plátanos que estaban allí, se trasladarían a las av. 51 y 53 y en su reemplazo se plantaron los tilos”. (Ernesto Belli, Ingeniero Agrónomo)

### 2010-
Luego de un excelente año durante 2010 Los Tilos retornó a la Primera División. Tras culminar primero en su correspondiente zona en el Grupo II, clasificó a la Zona Reubicación, donde tuvo un gran arranque, y que le permitió lograr el ascenso a primera cinco fechas antes de que culminara la Zona Reubicación del Grupo I. Esta estadía en primera división le duraría solo hasta el 2013, donde luego de terminar en la posición 11 de la zona reubicación disputariá al siguiente año el grupo II. En el año 2014 consigue el primer puesto en la etapa clasificatoria del grupo II, lo que le permite participar de la etapa de reubicación en busca de un lugar nuevamente en el grupo I. Luego de un comienzo irregular, Los Tilos consigue una racha de 7 triunfos seguidos que lo colocan al borde del ascenso. Finalmente y pese a caer en la fecha 12, Los Tilos consigue un punto bonus que le otorga el ascenso a la máxima categoría de la URBA.